# Molophilus baezi
Molophilus baezi är en tvåvingeart som beskrevs av Theowald 1981. Molophilus baezi ingår i släktet Molophilus och familjen småharkrankar. Inga underarter finns listade i Catalogue of Life.